# 장난꾸러기 이야기
《장난꾸러기 이야기》(독일어: Lausbubengeschichten, 1904년)는 루트비히 토마의 소설이다.
속편 <프리다 숙모님>(1906)과 더불어 가장 잘 알려져 있는 작품이다. 주인공인 장난꾸러기의 눈에 비친 어른들의 불손·자만·이기심을 교묘한 화술(話術)로써 신랄한 유머를 섞어가며 풍자한 것이다. 더욱이 그 배후에는 따스한 인간애가 스며 있다.